# Borisav Burmaz
Borisav Burmaz (in serbo Борисав Бурмаз?; Valjevo, 21 aprile 2001) è un calciatore serbo, attaccante del Rapid Bucarest.

## Carriera

### Club
Il 1° gennaio 2024 viene acquistato a titolo definitivo dalla squadra rumena del Rapid Bucarest.

## Statistiche

### Presenze e reti nei club
Statistiche aggiornate al 17 maggio 2025.
| Stagione                 | Squadra                  | Campionato               | Campionato | Campionato | Coppe nazionali | Coppe nazionali | Coppe nazionali | Coppe continentali | Coppe continentali | Coppe continentali | Altre coppe | Altre coppe | Altre coppe | Totale | Totale |
| Stagione                 | Squadra                  | Comp                     | Pres       | Reti       | Comp            | Pres            | Reti            | Comp               | Pres               | Reti               | Comp        | Pres        | Reti        | Pres   | Reti   |
| ------------------------ | ------------------------ | ------------------------ | ---------- | ---------- | --------------- | --------------- | --------------- | ------------------ | ------------------ | ------------------ | ----------- | ----------- | ----------- | ------ | ------ |
| 2019-2020                | Stella Rossa             | SL                       | 0          | 0          | CS              | 1               | 0               | -                  | -                  | -                  | -           | -           | -           | 1      | 0      |
| 2020-2021                | Grafičar Belgrado        | PL                       | 27         | 8          | CS              | 0               | 0               | -                  | -                  | -                  | -           | -           | -           | 27     | 8      |
| 2021-feb. 2022           | Radnički Kragujevac      | SL                       | 18         | 1          | CS              | 1               | 0               | -                  | -                  | -                  | -           | -           | -           | 19     | 1      |
| feb.-giu. 2022           | Grafičar Belgrado        | PL                       | 16         | 12         | CS              | 0               | 0               | -                  | -                  | -                  | -           | -           | -           | 16     | 12     |
| Totale Grafičar Belgrado | Totale Grafičar Belgrado | Totale Grafičar Belgrado | 43         | 20         |                 | 0               | 0               |                    | -                  | -                  |             | -           | -           | 43     | 20     |
| 2022-2023                | Voždovac                 | SL                       | 31         | 6          | CS              | 1               | 0               | -                  | -                  | -                  | -           | -           | -           | 32     | 6      |
| 2023-gen. 2024           | Voždovac                 | SL                       | 18         | 10         | CS              | 1               | 0               | -                  | -                  | -                  | -           | -           | -           | 19     | 10     |
| Totale Voždovac          | Totale Voždovac          | Totale Voždovac          | 49         | 16         |                 | 2               | 0               |                    | -                  | -                  |             | -           | -           | 51     | 16     |
| gen.-giu. 2024           | Rapid Bucarest           | L1                       | 19         | 7          | CR              | 0               | 0               | -                  | -                  | -                  | -           | -           | -           | 19     | 7      |
| 2024-2025                | Rapid Bucarest           | L1                       | 33         | 2          | CR              | 5               | 2               | -                  | -                  | -                  | -           | -           | -           | 38     | 4      |
| 2025-2026                | Rapid Bucarest           | L1                       | 0          | 0          | CR              | 0               | 0               | -                  | -                  | -                  | -           | -           | -           | 0      | 0      |
| Totale Rapid Bucarest    | Totale Rapid Bucarest    | Totale Rapid Bucarest    | 52         | 9          |                 | 5               | 2               |                    | -                  | -                  |             | -           | -           | 57     | 11     |
| Totale carriera          | Totale carriera          | Totale carriera          | 162        | 46         |                 | 9               | 2               |                    | -                  | -                  |             | -           | -           | 171    | 48     |